# ヘウム県 (1793年)

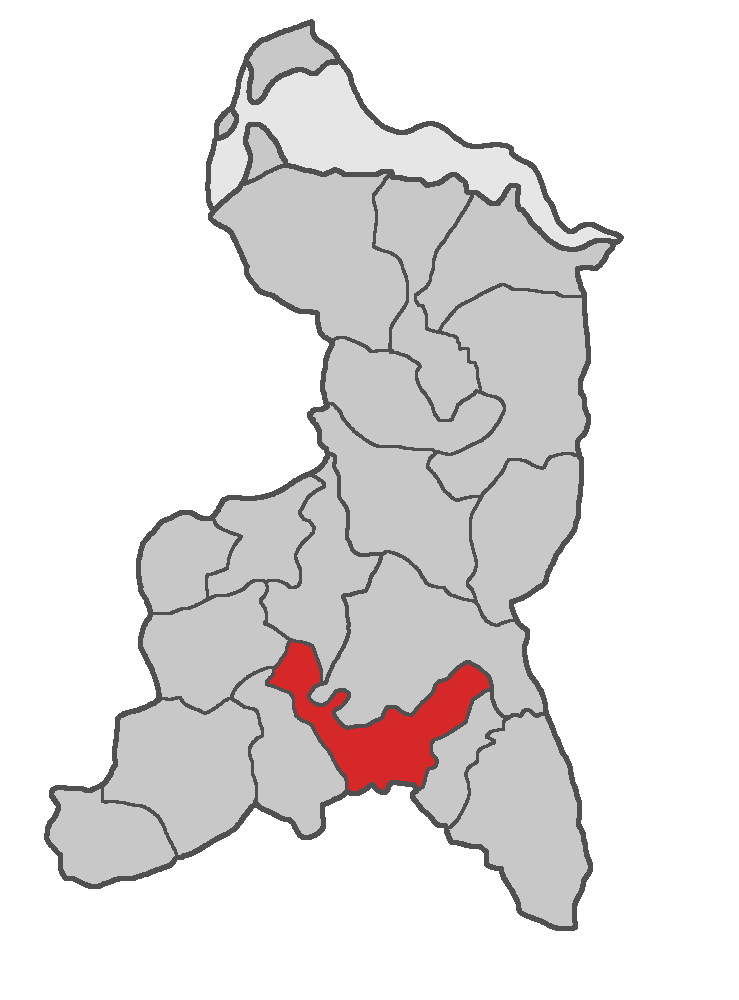
ヘウム県の位置

ヘウム県（ヘウムけん）は、1793年11月23日にグロドノ・セイムで創設されたポーランド・リトアニア共和国の県。だが、1794年にコシチュシュコの蜂起が始まったため、県は完全には組織化されなかった。 
ヴォイヴォデスは3つの部分から構成されていた。
- ヘウム
- ウクフ
- パルチェフ（英語版）